# Vrigne-aux-Bois
Vrigne-aux-Bois is een plaats en voormalige gemeente in het Franse departement Ardennes in de regio Grand Est. De plaats maakt deel uit van het arrondissement Sedan.

## Geschiedenis
In 1820 opende Jean Nicolas Gendarme (1769-1845) een hoogoven in de gemeente en bouwde er ook een kasteeltje. In de fabriek werd aanvankelijk gietijzer gemaakt en vanaf 1870 kwam er een puddeloven om staal te maken. De Forge Gendarme wisselde van eigenaars maar bleef in gebruikt tot het einde van de jaren 1960.
De gemeente maakte deel uit van het kanton Sedan-Ouest tot het werd opgeheven op 22 maart 2015 en de gemeente werd opgenomen in het op die dag gevormde kanton Sedan-1. Op 1 januari 2017 fuseerde Vrigne-aux-Bois met de aangrenzende gemeente Bosseval-et-Briancourt tot de commune nouvelle Vrigne aux Bois.

## Geografie
De oppervlakte van Vrigne-aux-Bois bedraagt 8,0 km², telt 3668 inwoners (1999) en de bevolkingsdichtheid is 458,5 inwoners per km².
De onderstaande kaart toont de ligging van Vrigne-aux-Bois met de belangrijkste infrastructuur en aangrenzende gemeenten.

## Demografie
Onderstaande figuur toont het verloop van het inwonertal (bron: INSEE-tellingen).

Vanwege een beveiligingsprobleem met de MediaWiki Graph-software is het momenteel niet mogelijk deze grafiek weer te geven. Zodra de software is bijgewerkt zal de grafiek vanzelf weer zichtbaar worden.